# Hans Beck
Hans Beck (6 de mayo de 1929 - 30 de enero de 2009) fue el inventor de los juguetes Playmobil, el sistema personalizable de juguetes con piezas intercambiables, que ofrece posibilidades ilimitadas de combinación y expansión. «Playmobil es un juguete que no impone pautas específicas de juego a los niños», ha explicado Beck, «por lo que estimula su imaginación».
Hans Beck nació en Turingia, Alemania, y creció en la ciudad de Zirndorf. Inició su carrera de creador juguetes fabricando pequeños y muñecos para sus hermanos menores. Beck había recibido formación como carpintero, pero trabajó en el sector del aeromodelismo para la compañía Geobra Brandstätter desde 1958, hasta que el propietario de la empresa, Horst Brandstätter, le pidió en 1971 que desarrollara figuras de juguete para los niños.
Estuvo 3 años desarrollando lo que se convirtió en Playmobil. Beck realizó investigaciones que le permitieran desarrollar un juguete que debía ser flexible (a diferencia de los soldaditos de plomo), poco complicado, caber en la mano de un niño y tener el rostro que pintaría un niño, como una gran cabeza, sonrisa y sin nariz. «Yo ponía figuritas en sus manos sin decir nada acerca de lo que eran», señaló Beck. «Ellos las aceptaron de inmediato .... Inventaron escenarios, nunca se cansaban de jugar con ellas». Horst Brandstätter no estaba inicialmente convencido de la viabilidad del proyecto de Beck, pero le permitió seguir desarrollando el producto. 
La crisis del petróleo de 1973 hizo posible que Playmobil pasara a ser considerado como un producto viable. El aumento de los precios del petróleo impuso a Geobra Brandstätter crear productos que necesitasen menos material plástico (en la década de 1960 la empresa era productora de aros hula hoop y grandes juguetes de plástico). Así que encargaron a Beck desarrollar una serie completa. 
En 1974, la empresa expuso la serie en su sala de exhibición. Los primeros visitantes se mostraron reacios a aceptar el juguete, pero se llevó a la Feria Internacional del Juguete de Núremberg, que tenía lugar ese mismo año, y una empresa neerlandesa acordó la compra de toda la pruducción anual. Los Playmobil comenzaron a ser vendidos en todo el mundo en 1975.
Las primeras series fueron de indios americanos, albañiles y caballeros. Aunque Beck no era partidario de los dinosaurios, extraterrestres o Jumbos, todos ellos se han introducido finalmente en el universo Playmobil.
Después de formar un grupo de diseñadores para que ocupasen su lugar, Beck se retiró en 1998, justo antes del 25 aniversario de la presentación de Playmobil. Durante la Exposición Mundial de 2000 en Hannover, Beck fue una de las 100 personalidades alemanas que fueron honradas con una estatua en el pabellón alemán. 
Murió a la edad de 79 años el 30 de enero de 2009.